# Chaîne Gamburtsev
La chaîne Gamburtsev est une chaîne de montagnes subglaciaire située dans la partie orientale de l'Antarctique, non loin du Dôme A.

## Histoire et géographie
Découverte durant l'été austral 1957-1958 par des scientifiques soviétiques, bien que ses montagnes dépassent 3 500 m de hauteur  (par rapport au socle environnant), elle a la particularité d'être enfouie sous près de 600 m d'inlandsis. Une expédition réalisée en 2010, dans le but de la photographier, a permis de déceler tout un paysage montagneux avec des lacs d'eau non gelée.
La chaîne est nommée en l'honneur de Grigori Aleksandrovitch Gambourtsev (en russe : Григо́рий Алекса́ндрович Га́мбурцев, 1903-1955), sismologue et académicien soviétique.